# Gravsjön (Istorps socken, Västergötland)
Gravsjön är en sjö i Marks kommun i Västergötland och ingår i Viskans huvudavrinningsområde.